# Dwarka (miasto)
Dwarka (język gudźarati દ્વારકા, trl. Dvārakā; trb. Dwarka) – miasto położone na zachodnim brzegu półwyspu Kathiawar, w dystrykcie Devbhoomi Dwarka w indyjskim stanie Gudźarat. Jedno z siedmiu najświętszych miast hinduizmu, często utożsamiane z na poły mitycznym starożytnym miastem Dwarka, wspominanym w dawnych tekstach sanskryckich, m.in. w Mahabharacie oraz w Puranach. Miejsce pielgrzymek wyznawców Kryszny. Pielgrzymki odbywają się zwłaszcza przy okazji świąt Śiwaratri i Dźanmasztami.

## Historia
W VIII reformator hinduizmu Śankara odwiedził Dwarkę i ustanowił tu tzw. Dwaraka pitha, jeden z czterech głównych miejsc tej religii, zwanych ćar dham.
W 1372 roku Dwarka została zniszczona przez wojska Mahmuda Szacha Bigarha. Przetrwały tylko nieliczne świątynie, m.in. Świątynia Dwarakanatha.
W 1965 ostrzeliwana przez flotę pakistańską.